# Дубіно
Дубіно (італ. Dubino) — муніципалітет в Італії, у регіоні Ломбардія, провінція Сондріо.
Дубіно розташоване на відстані близько 540 км на північний захід від Рима, 80 км на північ від Мілана, 33 км на захід від Сондріо.
Населення — 3661 особа (2014).
Щорічний фестиваль відбувається 29 червня та 1 травня. Покровитель — святий Петро.

## Демографія
Населення за роками:

Станом на 1 січня 2023 року в муніципалітеті офіційно проживали 394 іноземці з 40 країн, серед них 88 громадян країн Євросоюзу та 8 громадян України.

## Сусідні муніципалітети
- Андало-Вальтелліно
- Чино
- Делебіо
- Джера-Ларіо
- Мантелло
- Новате-Меццола
- П'янтедо
- Сорико
- Верчея